# Cyclassics Hamburg 2025
De 28e editie van de wielerwedstrijd Cyclassics Hamburg, om sponsorredenen de ADAC Cyclassics genoemd, vond plaats op 17 augustus 2025. Na de start in Buxtehude moesten de 160 deelnemers een parcours van 207,4 kilometer in en rond Hamburg afleggen. De wedstrijd maakte deel uit van de UCI World Tour, met de categorie 1.UWT. De Ier Rory Townsend won nadat hij vanuit de vroege vlucht het sprintende peloton nipt voorbleef.

## Wedstrijdverloop
Vanuit de start sprong een groep van vier renners weg. Het waren de Ier Rory Townsend (Q36.5), de Portugees Nelson Oliveira (Movistar), de Zwitser Johan Jacobs (Groupama-FDJ) en de Belg Dries De Pooter (Intermarché-Wanty). Het peloton werd voortgetrokken door El Tractor, Tim Declercq (Lidl-Trek). Hij zou over een aantal weken met wielerpensioen gaan.
De Waseberg was de scherprechter in de koers. Deze moest vijf keer worden beklommen. Bij de derde beklimming loste Jonathan Milan (Lidl-Trek) uit het peloton. De vierde beklimming was goed voor meerdere aanvallen. In de kopgroep ging Jacobs er vandoor. In het peloton sprong Mathias Vacek (Lidl-Trek) vooruit. Alleen Arnaud De Lie (Lotto) bleef in zijn wiel. Ze kregen gezelschap van zo'n dertien renners, waarvan Jonas Abrahamsen (Uno-X Mobility) veel werk deed. Bij de laatste passage waren de vluchters vooraan en in de grote groep teruggehaald. De Pooter moest lossen.
De kopgroep van drie was in de laatste kilometers nog altijd niet gegrepen. Stan Dewulf (Decathlon AG2R La Mondiale) probeerde in zijn eentje de kloof te dichten, maar hij strand. Townsend zette vol de sprint in met nog zo'n 150 meter te gaan. Hij slaagde erin om De Lie en de rest van de horde net voor te blijven.

## Uitslag
| Plaats  | Naam                 | Ploeg                      | Tijd     |
| ------- | -------------------- | -------------------------- | -------- |
| Winnaar | Rory Townsend        | Q36.5                      | 4u24'06" |
| 2       | Arnaud De Lie        | Lotto                      | z.t.     |
| 3       | Paul Magnier         | Soudal Quick-Step          | z.t.     |
| 4       | Jasper Philipsen     | Alpecin-Deceuninck         | z.t.     |
| 5       | Danny van Poppel     | Red Bull-BORA-hansgrohe    | z.t.     |
| 6       | Fred Wright          | Bahrain Victorious         | z.t.     |
| 7       | António Morgado      | UAE Team Emirates-XRG      | z.t.     |
| 8       | Biniam Girmay        | Intermarché-Wanty          | z.t.     |
| 9       | Matis Louvel         | Israel-Premier Tech        | z.t.     |
| 10      | Wout van Aert        | Visma \| Lease a Bike      | z.t.     |
| 11      | Alex Aranburu        | Cofidis                    | z.t.     |
| 12      | Paul Penhoët         | Groupama-FDJ               | z.t.     |
| 13      | Tobias Lund Andresen | Picnic PostNL              | z.t.     |
| 14      | Bryan Coquard        | Cofidis                    | z.t.     |
| 15      | Fabio Christen       | Q36.5                      | z.t.     |
| 16      | Axel Laurance        | INEOS Grenadiers           | z.t.     |
| 17      | Marius Mayrhofer     | Tudor                      | z.t.     |
| 18      | Pierre Gautherat     | Decathlon AG2R La Mondiale | z.t.     |
| 19      | Rasmus Tiller        | Uno-X Mobility             | z.t.     |
| 20      | Mike Teunissen       | XDS Astana                 | z.t.     |

1996 · 
1997 · 
1998 · 
1999 · 
2000 · 
2001 · 
2002 · 
2003 · 
2004 · 
2005 · 
2006 · 
2007 · 
2008 · 
2009 · 
2010 · 
2011 · 
2012 ·
2013 · 
2014 ·  
2015 ·  
2016 ·  
2017 · 
2018 · 
2019 · 
2020 · 
2021 · 
2022 · 
2023 ·
2024 ·
2025
Tour Down Under ·
Great Ocean Road Race ·
Ronde van de Verenigde Arabische Emiraten ·
Omloop Het Nieuwsblad ·
Strade Bianche ·
Parijs-Nice · 
Tirreno-Adriatico · 
Milaan-San Remo ·
Ronde van Catalonië ·
Classic Brugge-De Panne ·
E3 Saxo Classic ·
Gent-Wevelgem ·
Dwars door Vlaanderen ·
Ronde van Vlaanderen ·
Ronde van het Baskenland ·
Parijs-Roubaix ·
Amstel Gold Race ·
Waalse Pijl ·
Luik-Bastenaken-Luik ·
Ronde van Romandië ·
Eschborn-Frankfurt ·
Ronde van Italië ·
Critérium du Dauphiné ·
Ronde van Zwitserland ·
Copenhagen Sprint · 
Ronde van Frankrijk ·
Clásica San Sebastián ·
Ronde van Polen ·
Cyclassics Hamburg ·
Renewi Tour ·
Ronde van Spanje ·
Bretagne Classic ·
GP van Quebec ·
GP van Montreal ·
Ronde van Lombardije ·
Ronde van Guangxi